# Svarttjärnen (Hotagens socken, Jämtland, 709440-141304)
Svarttjärnen är en sjö i Krokoms kommun i Jämtland och ingår i Indalsälvens huvudavrinningsområde.